# Tretoserphus laricis
Tretoserphus laricis är en stekelart som först beskrevs av Alexander Henry Haliday 1837.  Tretoserphus laricis ingår i släktet Tretoserphus, och familjen svartsteklar. Arten är reproducerande i Sverige.